# Korsgårdens biotopskyddsområden
Korsgårdens biotopskyddsområden este o arie protejată (arie specială de conservare — SAC, sit de importanță comunitară — SCI) din Suedia întinsă pe o suprafață de 13,1 ha, integral pe uscat.

## Localizare
Centrul sitului Korsgårdens biotopskyddsområden este situat la coordonatele 56°46′18″N 16°26′40″E / 56.7718°N 16.4444°E.

## Înființare
Situl Korsgårdens biotopskyddsområden a fost declarat sit de importanță comunitară în ianuarie 2002 pentru a proteja un număr necunoscut de specii din flora spontană și fauna sălbatică aflate în arealul zonei. Situl a fost protejat și ca arie specială de conservare în martie 2011.

## Biodiversitate
Situată în ecoregiunile boreală și marină baltică, aria protejată conține 3 habitate naturale: Pășuni din zone de pădure fino-scandinave, Pășuni de coastă din Baltica boreală, Taiga vestică.
La baza desemnării sitului se află un număr nedeclarat de specii protejate.